# لوك نيلسون
لوك نيلسون (بالإنجليزية: Luke Nelson)‏ (29 يونيو 1995 بلندن في المملكة المتحدة - ) هو لاعب كرة سلة بريطاني في مركز الهجوم خلفي. لعب مع UC Irvine Anteaters men's basketball ‏.

## وصلات خارجية
- لوك نيلسون على موقع الاتحاد الدولي لكرة السلة (الإنجليزية)
- لوك نيلسون على موقع الدوري الإسباني لكرة السلة (الإسبانية)
- لوك نيلسون على موقع كرة السلة الأوروبية.كوم (الإنجليزية)
- لوك نيلسون على موقع كلية كرة السلة في سبورتس رفرنس.كوم (الإنجليزية)
- لوك نيلسون على موقع ريلجم (الإنجليزية)
- لوك نيلسون على موقع بروبوليرز (الإنجليزية)
- لوك نيلسون على موقع سبورتس رفرنس (الإنجليزية)